# Höfn
Höfn is een ongeveer 2100 inwoners tellend vissers -en handelsstadje in IJsland. Het is gelegen op een schiereiland tussen de Hornafjörður en Skarðsfjörður fjorden in het zuidoostelijke deel van het land in de gemeente Hornafjörður.
Er worden bustochten georganiseerd naar de Skálafellsjökull, een gletsjertong van de Vatnajökull, de grootste gletsjer van Europa, en het gletsjermeer Jökulsárlón. Tevens zijn er jeepsafari's naar Lónsöræfi (een gebied met bont gekleurde ryolietbergen). Ook het Nationale Park Skaftafell is vanuit Höfn gemakkelijk aan te rijden. Verder is er nog een luchthaven in Höfn.
In een oud pakhuis uit 1864 bevindt zich nu een volksmuseum en tot 2013 het Höfn gletsjermuseum. Höfn kent zijn jaarlijkse culturele hoogtepunt tijdens het Humarhátíð, het kreeftfestival dat eind juni of begin juli plaatsvindt.
De IJslandse uitspraak van Höfn kost Nederlandstaligen doorgaans enige moeite: het klinkt ongeveer als "hubn", waarbij de "n" echter door de neus wordt uitgeademd.